# (52005) Maik
(52005) Maik est un astéroïde de la ceinture principale.

## Description
(52005) Maik est un astéroïde de la ceinture principale d'astéroïdes. Il fut découvert le 8 février 2002 à Fountain Hills (Arizona) par Charles W. Juels et Paulo R. Holvorcem. Il présente une orbite caractérisée par un demi-grand axe de 2,32 UA, une excentricité de 0,14 et une inclinaison de 20,5° par rapport à l'écliptique.

## Compléments